# Hosszúaszó község
Hosszúaszó község (románul: Comuna Valea Lungă) község Fehér megyében, Romániában. Központja Hosszúaszó, beosztott falvai Hosszúpatak, Kisgalgóc, Küküllőlonka, Lodormány, Oláhbükkös.

## Népessége
A 2011-es népszámlálás adatai alapján a község népessége 2907 fő volt.